# Flecken-Querzahnmolch
Der Flecken-Querzahnmolch (Ambystoma maculatum) ist eine in Nordamerika vorkommende Schwanzlurchart (Caudata) aus der Überfamilie der Salamanderverwandten (Salamandroidea).

## Merkmale
Der Flecken-Querzahnmolch erreicht eine maximale Gesamtlänge von 25 Zentimetern. Die Haut ist glatt und glänzend. Kopf, Rücken, Flanken und Schwanz sind  tiefschwarz, blauschwarz oder schwarzbraun gefärbt und mit einigen, meist kreisrunden gelben oder orange- bis cremefarbenen Flecken versehen. Die Unterseite ist zeichnungslos grau gefärbt. Das Maul ist sehr breit und schaufelförmig. Die Gaumenzähne sind in Querreihen angeordnet. Männchen sind an der kräftiger ausgebildeten Kloake zu erkennen. Die im Wasser lebenden, mit Kiemen behafteten Larven sind graugrün und zeigen kleine schwarze Punkte, die über den gesamten Körper verteilt sind. Farblich und zeichnungsmäßig ähnelt die Art dem Kalifornischen Tiger-Querzahnmolch (Ambystoma californiense). Da dieser jedoch ausschließlich in Kalifornien vorkommt, gibt es keine geographische Überlappung der beiden Arten.

## Verbreitung und Lebensraum
Das Verbreitungsgebiet des Flecken-Querzahnmolchs erstreckt sich vom Osten Kanadas und der USA bis in den Osten von Texas.
Ausgewachsene Tiere leben in feuchten Laubwäldern und verstecken sich gerne in Erdhöhlen, unter Baumstümpfen oder im Laub. Ihre Larven bewohnen bevorzugt kleine fischfreie Gewässer.

## Lebensweise und Entwicklung
Ausgewachsene Individuen ernähren sich in erster Linie von verschiedenen Insekten und Würmern. Sie sind meist nachtaktiv. Ihre im Wasser lebenden, mit Kiemen ausgestatteten Jungtiere sind aggressive Jäger und fressen kleinere Tiere, die sie überwältigen können, dazu zählen Wasserinsektenlarven, Würmer, Schnecken, Krebstiere und Frosch-Kaulquappen. Bei Überpopulationen tritt zuweilen Kannibalismus auf. Im Frühjahr, nachdem der meiste Schnee geschmolzen ist und regnerische Tage eintreten, beginnt die Paarungszeit der Lurche. Die Eier werden von den Weibchen nach der Begattung in kleinen Tümpeln als Laichballen an Wasserpflanzen oder Steine angeheftet. Im Durchschnitt enthält ein Laichballen 200 in einer gallertartigen Masse geschützte Eier. Diese Schutzschicht kann durchsichtig sein, wenn sie ein wasserlösliches Protein enthält oder sie ist trüb weißlich, wenn sie ein kristallines hydrophobes Protein enthält. Eine Brutpflege erfolgt nicht. In den Zellen der Embryonen und in der sie umgebenden Gelschicht des Laiches leben mutualistische Algen der Art Oophila amblystomatis (Chlorophyceae), die die Entwicklung der Larven begünstigen. Während die Algen ihrem Wirt Sauerstoff zur Verfügung stellen, profitieren die Algen im Gegenzug von durch die Molche ausgeschiedenem Ammoniak.
Je nach den klimatischen Bedingungen schlüpfen die Larven nach vier bis sieben Wochen. Die Metamorphose, d. h. die Umwandlung der aquatischen Kaulquappe zur terrestrischen Form ist ebenfalls hauptsächlich von den klimatischen Umweltbedingungen abhängig. Die Geschlechtsreife erfolgt in wärmeren Gegenden bereits nach zwei, in kälteren erst nach sieben Jahren.
|  |  |  |  |  |

## Gefährdung
Die Art tritt in ihren Verbreitungsgebieten zuweilen zahlreich auf und wird demzufolge von der Weltnaturschutzorganisation IUCN als  (least concern = nicht gefährdet) eingestuft. In der Zukunft ist jedoch aufgrund von Trockenlegungen und Infrastrukturmaßnahmen gebietsweise mit einem Rückgang zu rechnen.